# 光州交通公社
光州交通公社（クァンジュこうつうこうしゃ）は、大韓民国光州広域市で地下鉄（光州都市鉄道）を運営する公社。1号線を保有・運営している。

## 沿革
- 1996年8月28日 - 1号線の起工式を開催。
- 2001年8月 - 光州広域市地下鉄公社運営企画団発足。
- 2002年11月1日 - 光州広域市都市鉄道公社設立。
- 2004年4月28日 - 1号線 鹿洞駅 - 尚武駅間が開業。
- 2008年4月11日 - 1号線 尚武駅 - 平洞駅間が延伸開業。
- 2019年9月5日 - 2号線の起工式を開催[2]。
- 2023年9月15日 - 光州交通公社発足[3]。

## 路線

### 営業中
- 1号線

### 建設中
- 2号線

## 保有車両
- 1000系電車